# Roots Party
Roots Party – piąty album koncertowy The Skatalites, jamajskiej grupy muzycznej wykonującej ska.
Płyta została wydana 30 września 2003 roku wspólnym nakładem dwóch wytwórni: francuskiej XIII Bis Records i brytyjskiej FullFill Records. Znalazło się na niej nagranie z koncertu zespołu w Brukseli z tego samego roku. 

## Lista utworów
1. "Freedom Sounds (Intro)"
2. "I Should Have Known Better"
3. "Latingo Ska"
4. "Hail Pussycat"
5. "The Guns Of Navarone"
6. "Medley"
7. "Rockfort Rock"
8. "The Man In The Street"
9. "Two For One"
10. "Phoenix City"
11. "Freedom Sounds (Outro)"

## Muzycy
- Cedric "Im" Brooks - saksofon tenorowy
- Lester "Ska" Sterling - saksofon altowy
- Lloyd Brevett - kontrabas
- Lloyd Knibb - perkusja
- Will Clark - puzon
- Kevin Batchelor - trąbka
- Devon James - gitara
- Ken Stewart - keyboard